# عودة فرعون (مسرحية)
عودة فرعون، مسرحية كويتية من إخراج عبدالعزيز المسلم. 

## ملخص الأحداث
ينجح بروفسور كويتي في اختراع آله لاختراق الزمن وبالخطأ ينتقل عبر الضوء النجم عبد العزيز المسلم إلى عالم الفراعنة وهناك يلتقي بالفرعون وتحدث ومواقف مضحكة ومفارقات بن الفرعون وعبد العزيز المسلم القادم له من الخليج العربي .

## بطولة
- عبد العزيز المسلم.[1]
- علي السميري
- حسن الإبراهيم
- فيصل بوغازي
- علي الفرحان
- متعب الدهش
- سعيد الملا
- فوزي القاضي
- نوار القريني
- فواز الوهيب
- محمد الفرج

## حقائق
- كان من المقرر عرض المسرحية في عيد الفطر وأن تكون كوميدية ولكن نزولا لرغبة الجماهير اُعيدت صياغة النص وتحولت المسرحية إلى رعب فكاهية والتغير جاء على العرض وليس على النص وذلك في بداية عيدالأضحى وقد حققت المسرحية نجاح كبير وحضر لها أكثر من 32 ألف متفرج.[1]
- تغيرات : عند معاودتها للعروض في عيدالأضحى اعتذر أسامه المزيعل عن المواصلة وأتى بدلا منه محمد الفرج مع تقصير الدور والعرض المصور كان من عروض عيدالأضحى
- جسد عبد العزيز المسلّم في هذه المسرحية العديد من الأدوار: المتبرع للمهمه ـ أحد رواد الديوانيه.

| سبقه كول يا شباب | أعمال مسرح السلام 2004 و2005 | تبعه فريج صويلح |